# Will Stevens

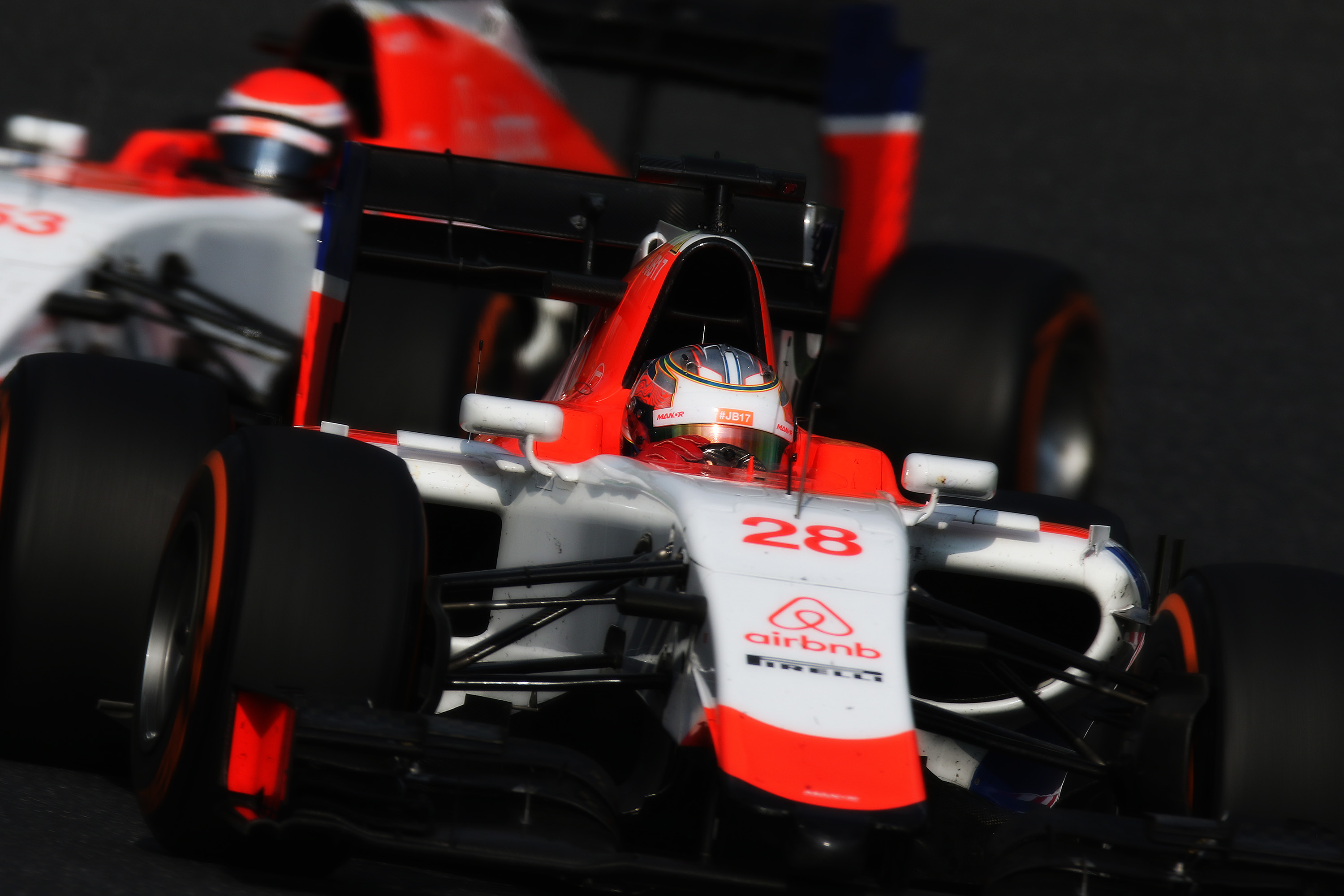
Will Stevens en el Gran Premio de Japón de 2015.

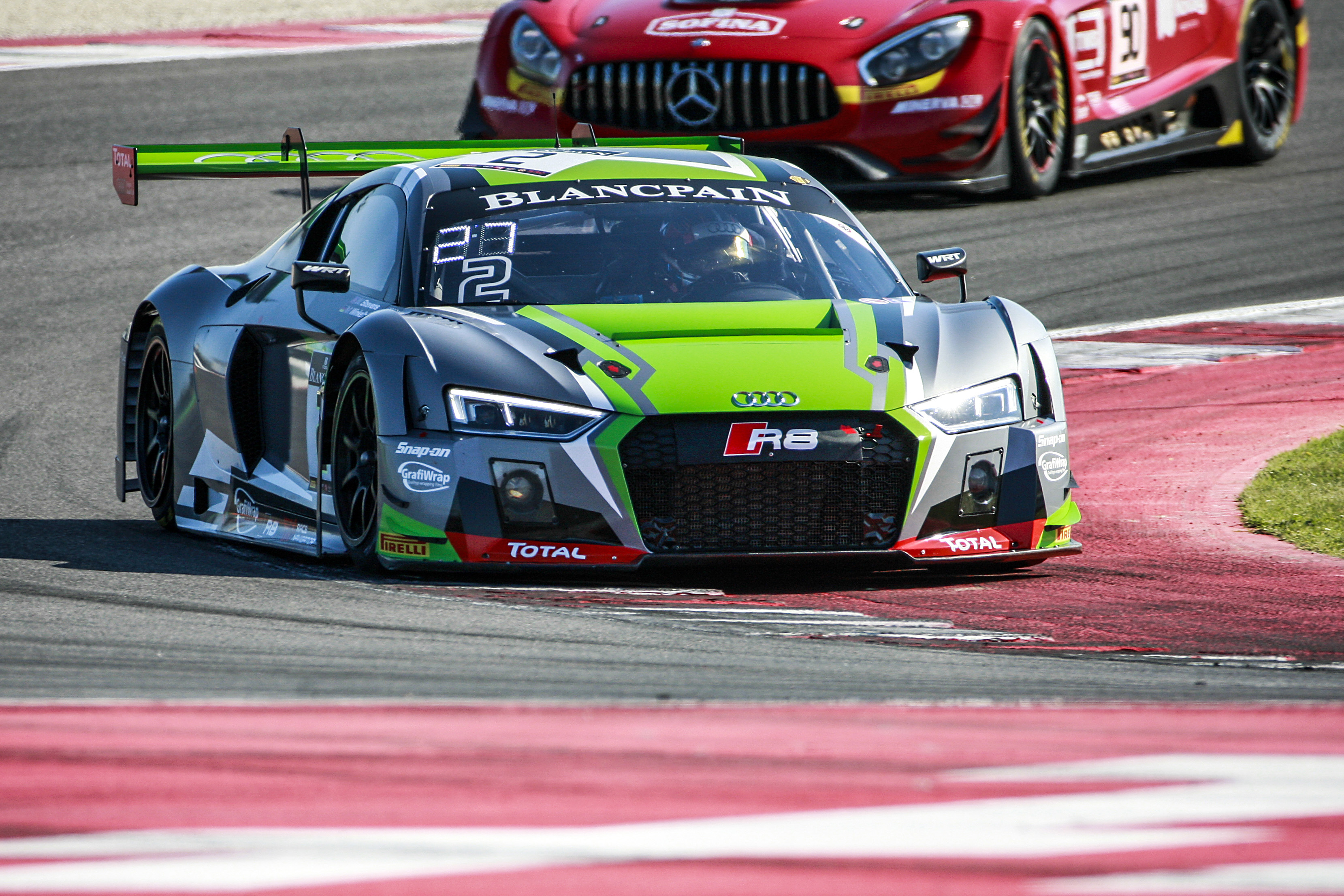
Will Stevens en Blancpain Endurance Series 2017.

William Jonathan Richard Stevens (Rochford, Essex, Reino Unido, 28 de junio de 1991), más conocido como Will Stevens, es un piloto de automovilismo británico. En sus inicios compitió en series como Eurocopa de Fórmula Renault 2.0 o Toyota Racing Series. Debutó en la Fórmula 1 con Caterham en el Gran Premio de Abu Dabi de 2014, y en 2015 disputó la temporada completa con la escudería Marussia. Desde 2016 corre en campeonatos de GT o resistencia, siendo dos veces ganador de las 24 Horas de Le Mans en 2017 y 2022, segundo en 2016, y tercero en 2021.

## Carrera

### Karting
Stevens comenzó su carrera como piloto en los karts en el año 2003, cuando tenía 12 años. Después de un año en carreras del Campeonato Nacional de Cadetes se unió a Rotax Mini Max. Tras correr en un montón de campeonatos diferentes de Gran Bretaña y del exterior, tras ganar el Campeonato de Asia-Pacífico en 2007, se incorporó a la Fórmula Renault 2.0 en el año 2008.

### Fórmula Renault 2.0
Terminó 7º en la temporada 2009 de la Fórmula Renault 2.0 Británica y 4º en 2010. En 2011 se pasó a la Fórmula Renault 2.0 Eurocup, donde también terminó 4.º.

### Fórmula Renault 3.5 Series
Stevens dio el salto a la Fórmula Renault 3.5 Series en 2012, terminando 12.º en ese primer año. En 2013 sumó cinco podios en 17 carreras y terminó 4.º en la clasificación final de la temporada. En 2014 se hizo con dos victorias y cuatro podios para terminar sexto al final de la temporada.

### Fórmula 1
En octubre de 2014 el equipo de Fórmula 1 Marussia anunció que Stevens unía al equipo como piloto reserva para el resto de la temporada 2014. Habían acordado que Stevens tomara parte en primera sesión de entrenamientos del Gran Premio de Japón de 2014, sin embargo, no fueron capaces de enviar la documentación pertinente a la FIA.
Sin embargo, el 20 de noviembre de 2014 se supo que haría su debut en Fórmula 1 con Caterham F1 Team en el Gran Premio de Abu Dabi de 2014, después de haber probado previamente para el equipo en los test de jóvenes pilotos de 2013 y  2014.
En febrero de 2015 es confirmado como piloto titular de Manor Marussia F1 Team, de cara a la temporada 2015 de Fórmula 1. Largó 17 de los 18 Grandes Premios que disputó; abandonó solo en dos ocasiones pero no sumó puntos, logrando en su Gran Premio de casa un decimotercer puesto como su mejor resultado.

### Gran turismos y prototipos
Luego de su paso como Fórmula 1, Stevens dejó los autos sin techo. Participó en el Campeonato Mundial de Resistencia 2016 de LMP2, primero con Manor y luego con G-Drive, ganando dos carreras en su clase y siendo segundo en las 24 Horas de Le Mans tras largar en la pole. Ese año también corrió en Blancpain GT Series con Audi.
Para 2017, el británico se centró en Blancpain, siendo subcampeón de la serie Sprint Cup junto a Markus Winkelhock. Al año siguiente, fue cuarto en este campeonato, además de participar por primera vez de la temporada completa de European Le Mans Series, compartiendo un Ligier del equipo de Olivier Panis con dos franceses; terminaron en la sexta posición con dos podios.

## Resultados

### Fórmula 1
(Clave) (negrita indica pole position) (cursiva indica vuelta rápida)

| Año     | Escudería              | 1   | 2       | 3      | 4      | 5      | 6      | 7      | 8       | 9      | 10     | 11     | 12     | 13     | 14     | 15     | 16      | 17     | 18     | 19     | Pos. | Puntos |
| ------- | ---------------------- | --- | ------- | ------ | ------ | ------ | ------ | ------ | ------- | ------ | ------ | ------ | ------ | ------ | ------ | ------ | ------- | ------ | ------ | ------ | ---- | ------ |
| 2014    | Caterham F1 Team       | AUS | MYS     | BHR    | CHN    | ESP    | MON    | CAN    | AUT     | GBR    | GER    | HUN    | BEL    | ITA    | SIN    | JPN    | RUS     | USA    | BRA    | ABU 17 | 23.º | 0      |
| 2015    | Manor Marussia F1 Team | AUS | MYS DNS | CHN 15 | BHR 16 | ESP 17 | MON 17 | CAN 17 | AUT Ret | GBR 13 | HUN 16 | BEL 16 | ITA 15 | SIN 15 | JPN 19 | RUS 14 | USA Ret | MEX 16 | BRA 17 | ABU 18 | 21.º | 0      |
| Fuente: |                        |     |         |        |        |        |        |        |         |        |        |        |        |        |        |        |         |        |        |        |      |        |

### Campeonato Mundial de Resistencia de la FIA
(Clave) (negrita indica pole position) (cursiva indica vuelta rápida)

| Año     | Escudería             | Clase | Automóvil       | 1   | 2   | 3   | 4   | 5   | 6   | 7   | 8   | 9   | Pos. | Puntos | Ref.  |
| ------- | --------------------- | ----- | --------------- | --- | --- | --- | --- | --- | --- | --- | --- | --- | ---- | ------ | ----- |
| 2016    |                       | LMP2  |                 | SIL | SPA | LMS | NÜR | MEX | COA | FUJ | SHA | BHR | 7.º  | 92     | [ 5 ] |
| 2016    | Manor                 | LMP2  | Oreca 05-Nissan | Ret | 8   |     |     |     |     |     |     |     | 7.º  | 92     | [ 5 ] |
| 2016    | G-Drive Racing        | LMP2  | Oreca 05-Nissan |     |     | 2   |     |     |     | 1   | 1   |     | 7.º  | 92     | [ 5 ] |
| 2018-19 | Jackie Chan DC Racing | LMP2  | Oreca 07-Gibson | SPA | LMS | SIL | FUJ | SHA | SEB | SPA | LMS |     | 11.º | 40     | [ 6 ] |
| 2018-19 | Jackie Chan DC Racing | LMP2  | Oreca 07-Gibson |     |     |     |     |     | 1   | 6   | Ret |     | 11.º | 40     | [ 6 ] |
| 2019-20 | Jackie Chan DC Racing | LMP2  | Oreca 07-Gibson | SIL | FUJ | SHA | BHR | COA | SPA | LMS | BHR |     | 5.º  | 136    | [ 7 ] |
| 2019-20 | Jackie Chan DC Racing | LMP2  | Oreca 07-Gibson | 4   | 2   | 2   | 3   | 2   | 6   | DSQ | 1   |     | 5.º  | 136    | [ 7 ] |

### 24 Horas de Le Mans
| Año     | Equipo                    | Copilotos                               | Automóvil             | Clase    | Vueltas | Pos. | Pos. Clase |
| ------- | ------------------------- | --------------------------------------- | --------------------- | -------- | ------- | ---- | ---------- |
| 2016    | G-Drive Racing            | René Rast Roman Rusinov                 | Oreca 05-Nissan       | LMP2     | 357     | 6.º  | 2.º        |
| 2017    | JMW Motorsport            | Robert Smith Dries Vanthoor             | Ferrari 488 GTE       | GTE Am   | 333     | 26.º | 1.º        |
| 2018    | Panis Barthez Competition | Julien Canal Timothé Buret              | Ligier JS P217-Gibson | LMP2     | 352     | 13.º | 9.º        |
| 2019    | Panis Barthez Competition | Julien Canal René Binder                | Ligier JS P217-Gibson | LMP2     | 362     | 13.º | 8.º        |
| 2020    | Jackie Chan DC Racing     | Ho-Pin Tung Gabriel Aubry               | Oreca 07-Gibson       | LMP2     | 141     | DSQ  | DSQ        |
| 2021    | Panis Racing              | James Allen Julien Canal                | Oreca 07-Gibson       | LMP2     | 362     | 8.º  | 3.º        |
| 2022    | Jota Sport                | António Félix da Costa Roberto González | Oreca 07-Gibson       | LMP2     | 369     | 5.º  | 1.º        |
| 2023    | Hertz Team Jota           | António Félix da Costa Ye Yifei         | Porsche 963           | Hypercar | 244     | 40.º | 13.º       |
| 2024    | Hertz Team Jota           | Callum Ilott Norman Nato                | Porsche 963           | Hypercar | 311     | 8.º  | 8.º        |
| 2025    | Cadillac Hertz Team Jota  | Alex Lynn Norman Nato                   | Cadillac V-Series.R   | Hypercar | 387     | 4.º  | 4.º        |
| Fuente: |                           |                                         |                       |          |         |      |            |